# Madre Albania (Monumento)
El Monumento a la Madre Albania es una estatua situada en el Cementerio nacional de los Mártires de Albania (Deshmoret e Kombit) en Tirana, Albania.

## Descripción
Monumento en piedra blanca de 12 metros de altura.
La estatua representa al país en sentido figurado como una madre que vela sobre el sueño eterno de aquellos que dieron su vida por ella. Hay 28.000 tumbas de los partisanos albaneses en el cementerio, todos ellos perecieron durante la Segunda Guerra Mundial.
La gran estatua tiene una corona de laureles y una estrella. Fue representada gracias a que varios soldados dieron su vida por ella.

## Localización
El monumento se encuentra en el centro de una amplia terraza, rodeado por las tumbas del Cementerio Nacional de los Mártires (Deshmoret e Kombit) en Tirana, Albania.
Las coordenadas de su localización son: 41°18′31″N 19°50′24″E / 41.30861, 19.84000

## Historia
Realizado por los escultores Kristaq Rama, Muntaz Dhrami , Shaban Hadëri y Hamza Halili.
Fue inaugurado en 1971. 
El cementerio fue también el lugar de descanso del político comunista Enver Hoxha, que posteriormente fue desenterrado y trasladado a una tumba más humilde en otro cementerio público.

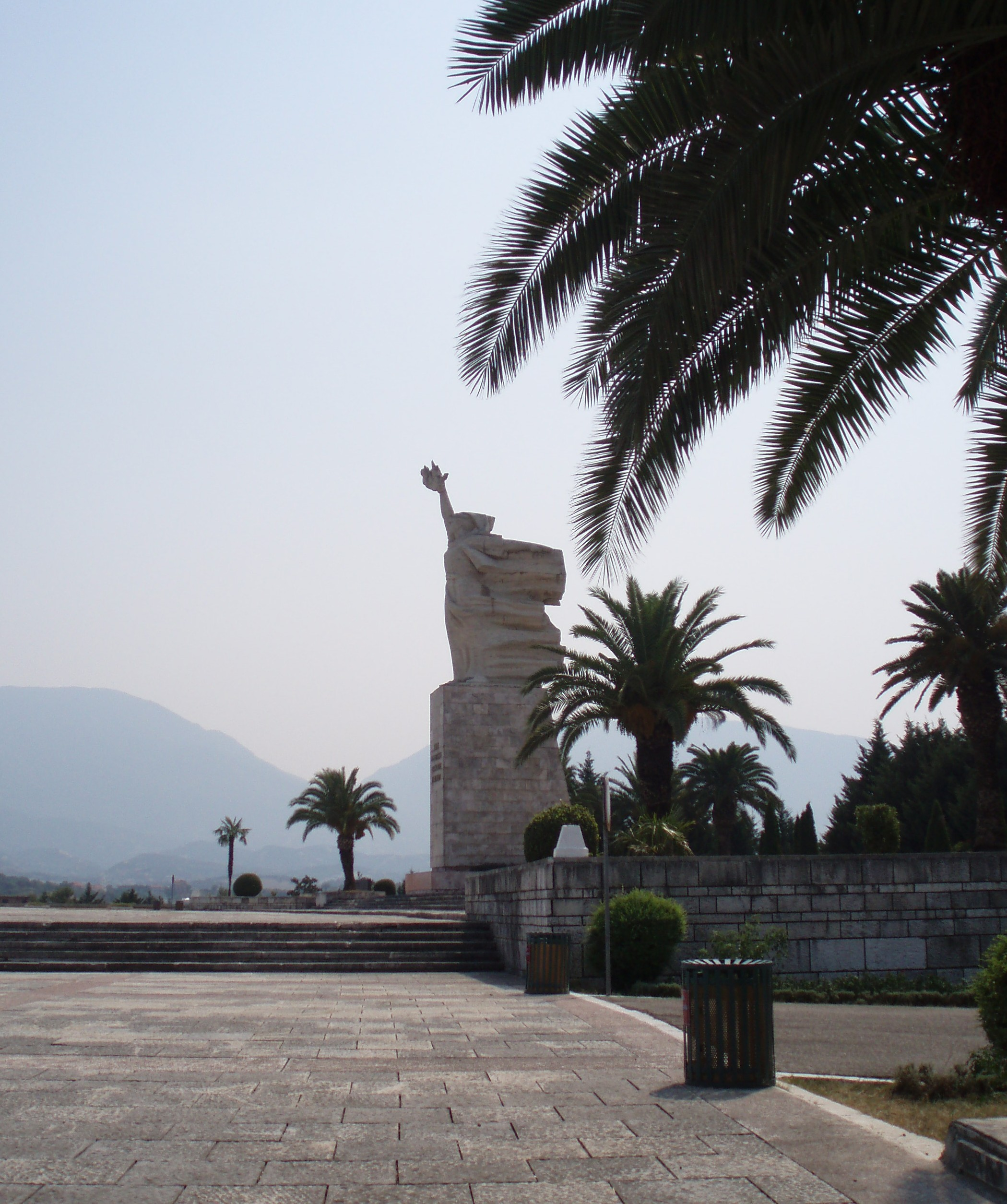
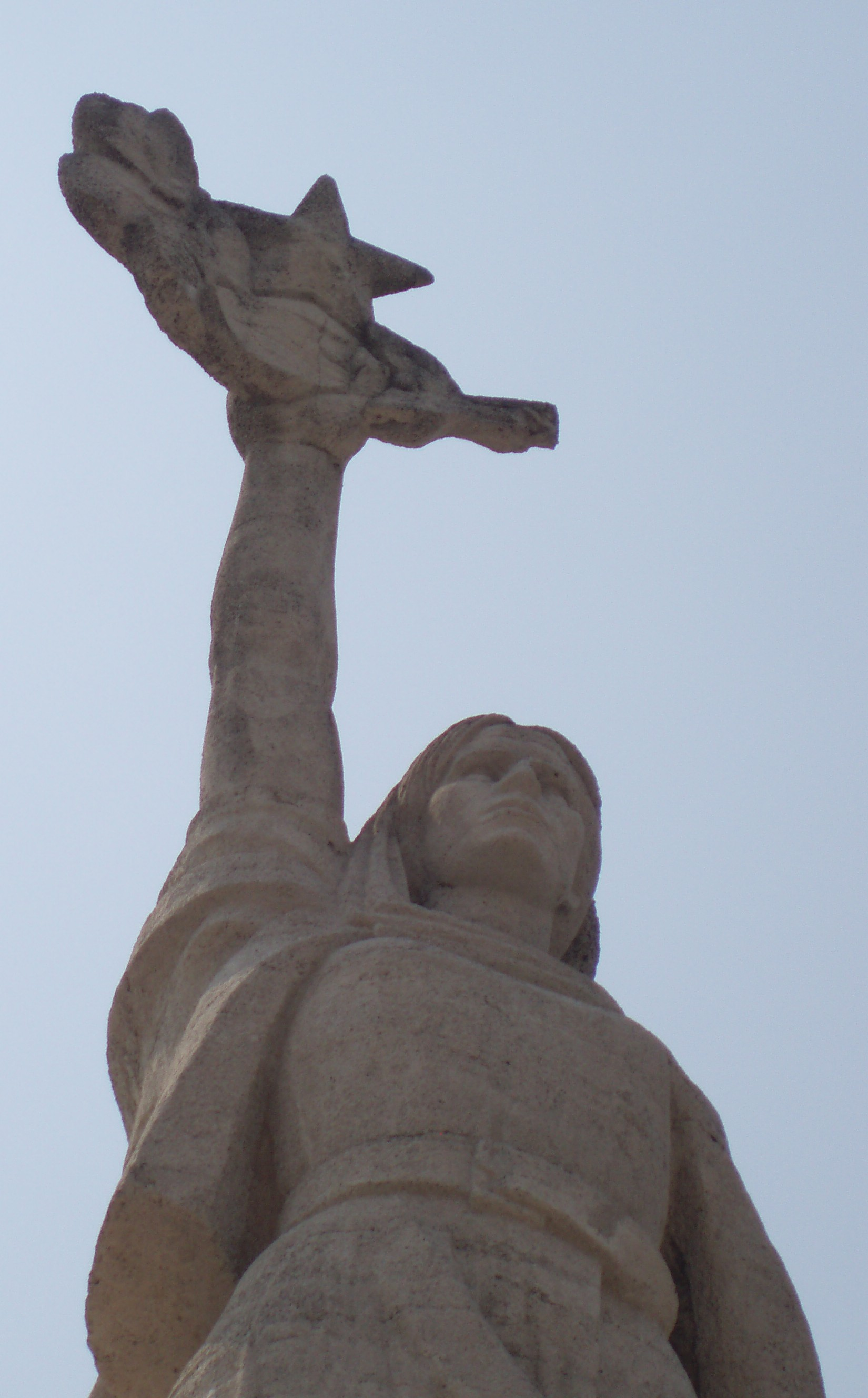
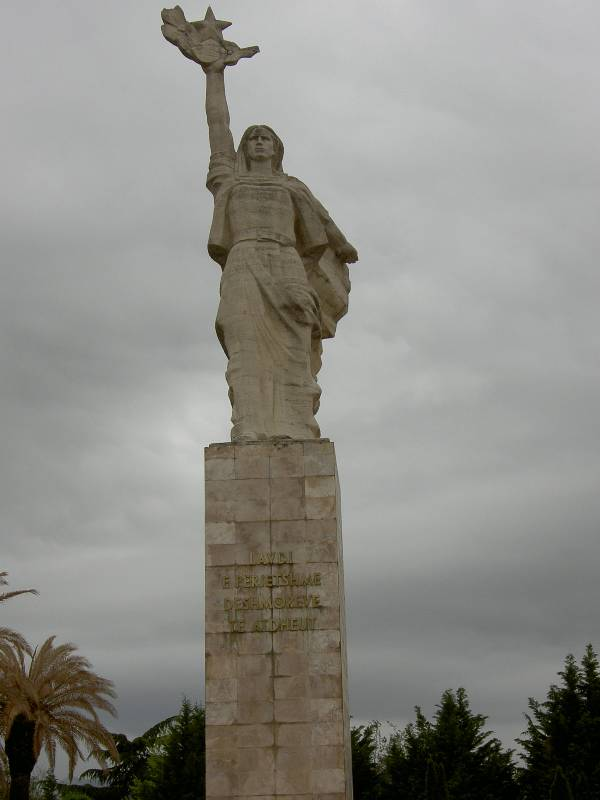

(pinchar sobre la imagen para agrandar) 